# Peza (genre)
Pezidae
Pour les articles homonymes, voir Peza.
Famille
Genre
Peza est un genre d'acariens, le seul de la famille des Pezidae.

## Distribution
Les deux espèces se rencontre en eau douce au sud-est de l'Australie.

## Liste des espèces
- Peza ops Harvey, 1990
- Peza daps Harvey, 1990